# Liste der denkmalgeschützten Objekte in Waldzell
Die Liste der denkmalgeschützten Objekte in Waldzell enthält die zwei denkmalgeschützten, unbeweglichen Objekte der Gemeinde Waldzell in Oberösterreich (Bezirk Ried im Innkreis).

## Denkmäler
| Foto |                 | Denkmal                                                               | Standort                        | Beschreibung | Metadaten |
| ---- | --------------- | --------------------------------------------------------------------- | ------------------------------- | --- | --- |
| ja   | Datei hochladen | Pfarrhof HERIS-ID: 65415 Objekt-ID: 78242                             | Hofmark 2 Standort KG: Waldzell | | BDA-Hist.: Q38110268 Status: § 2a Stand der BDA-Liste: 2025-06-30 Name: Pfarrhof GstNr.: 288                                                  |
| ja   | Datei hochladen | Kath. Pfarrkirche Mariae Himmelfahrt HERIS-ID: 52666 Objekt-ID: 60123 | Hofmark Standort KG: Waldzell   | Ein gotischer Bau, der barockisiert wurde. Der Hochaltar stammt aus dem Jahr 1683 und wurde von Thomas Schwanthaler unter teilweise Verwendung älterer Statuen geschaffen. | BDA-Hist.: Q23541916 Status: § 2a Stand der BDA-Liste: 2025-06-30 Name: Kath. Pfarrkirche Mariae Himmelfahrt GstNr.: .30 Pfarrkirche Waldzell |